# محكمة العدل العليا لمحاكمة تشارلز الأول

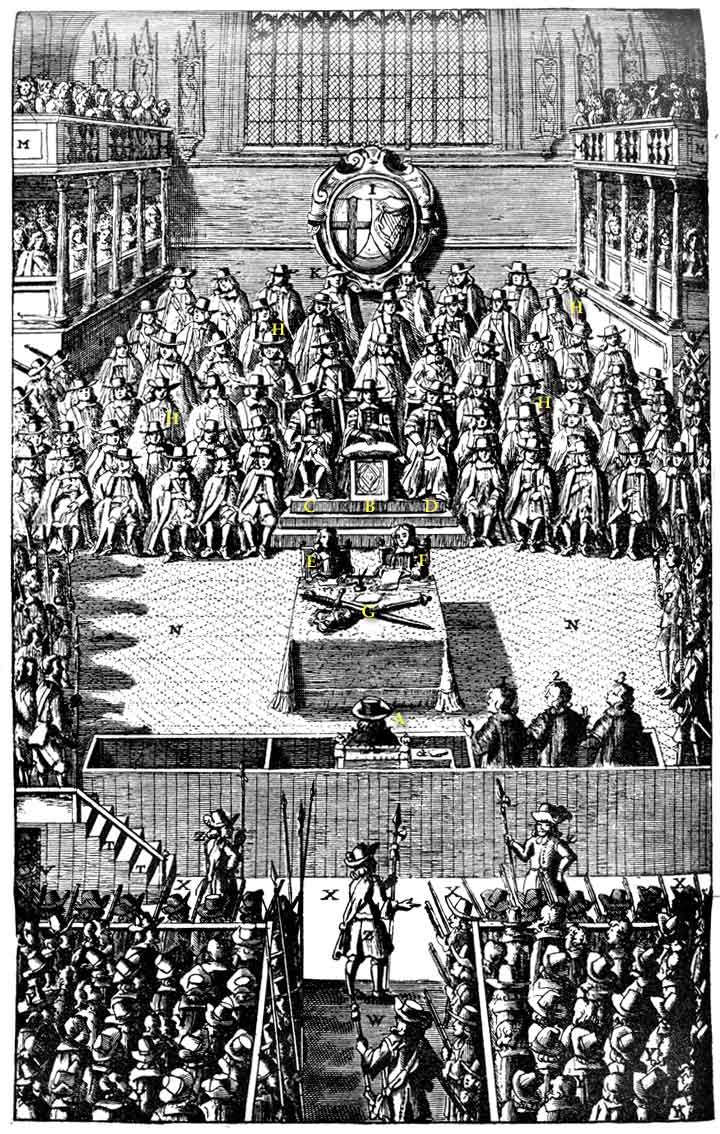
لوحة تصور محاكمة تشارلز الأول في يناير 1649 من "سجل محاكمة تشارلز الأول، 1688" في المتحف البريطاني.

محكمة العدل العليا هي المحكمة التي أنشأها برلمان الرمب لمحاكمة الملك تشارلز الأول ملك إنجلترا. كانت هذه محكمة مخصصة أنشئت خصيصًا لغرض محاكمة الملك، على الرغم من أن الاسم استخدم للمحاكم اللاحقة.

## دور البرلمان في إنهاء الحكم
لم يكن تورط البرلمان في إنهاء الحكم ولا فكرة محاولة الملك قصة كاملة. كان البرلمان قد طلب التخلي عن إدوارد الثاني الذي اتُهم بعدم الكفاءة. قبل البرلمان أيضًا استقالة ريتشارد الثاني. ومع ذلك، في كلتا الحالتين، تصرف البرلمان بناءً على طلب من الملك الجديد. أنشأ البرلمان مجلس الوصاية لهنري السادس، على الرغم من أن هذا كان بناءً على تحريض من كبار النبلاء وادعى البرلمان أنه يتصرف باسم الملك.
في حالة السيدة جين جراي، ألغى البرلمان إعلانها كملكة. وقد حوكم فيما بعد وأُدين وأُعدم بتهمة الخيانة العظمى، لكنها لم تُقدم للمحاكمة بينما كان لا يزال ملكًا حاكمًا.

## الإعدام
تم قطع رأس الملك تشارلز أمام بيت حفلات قصر وايت هول في 30 كانون الثاني / يناير 1649. وأعلن أنه كان يرغب في حرية الناس وحريتهم بقدر ما هو مطلوب؛
لكن يجب أن أخبركم أن حريتهم تتمثل في وجود حكومة .... ليس لهم نصيب في الحكومة؛ هذا لا شيء لهم. الموضوع والسيادة هما أشياء مختلفة نظيفة.

قام فرانسيس آلين بترتيب المدفوعات والحسابات المعدة لحدث التنفيذ.